# Avondale, Pennsylvania
Avondale este un district în Comitatul Chester, în sud-estul Pennsylvania, Statele Unite. La recensământul din 2010, populația era de 1.265. 